# 飛鳥時代
飛鳥時代基本上是指7世紀的日本，具體而言乃是從592年到710年之間的時期，也有人認為其開始階段可更早至538年，和前一時期的古墳時代後期相重合。飛鳥時代以其根據遺址所在地奈良城南方25公里處的飛鳥（明日香村─あすかむら，あすか漢字也寫作「飛鳥」）命名。大和王權在飛鳥時代開始發生巨大的變革，大化革新後中央集權的天皇體制正式成形，取代昔日地方豪族各自半獨立的局面。從政治事件方面來說，飛鳥時代可以比較狹義的指592年推古天皇即位，593年聖德太子攝政推行聖德太子改革，至694年持统天皇從飛鳥浄御原宮遷都藤原京为止的102年，或至710年元明天皇從藤原京遷都平城京（今奈良市）為止的116年。
飛鳥時代同時也是日本歷史上重要的文化、社會和政治交流發展時期，其起點為古墳時代的末期，在從中國傳入的佛教影響下有長足的發展。佛教的引入是日本社會結構改變的重要標誌，也以興建寺廟代替興建巨大古墳的風氣，因此大型古墳迅速自飛鳥時代中消失。飛鳥時代的另一個重要表現是日本國的稱呼，從倭（わ、やまと、ワ、ヰ）變為了日本（にほん，にっぽん）。
在藝術史上，飛鳥時代還可以分為兩個時期：6世紀的「飛鳥文化」（狹義，指到大化革新為止，早期佛教文化傳入並受到北魏和百濟的影響）和7世紀的「白鳳文化（はくほう）」（參見子條目命名之說明，指大化革新後的時期，受到更多隋朝和唐朝文化的影響）。

## 命名
飛鳥時代這個定義首先出現於日本美術和建築史，為日本建築史家關野貞和美術家岡倉天心於1900年左右提出的。關野貞將飛鳥時代定義為到646年的大化改新結束，而岡倉天心則認為其應該以710年遷都平城京為終止。雖然歷史學家大多以岡倉天心的命名為準則，很多藝術史和建築史學家則更傾向於關野貞的觀點，並將大化改新之後的時期稱為"白鳳時代"。

## 大和王權

約7世紀左右的日本

從5世紀末開始的日本大和王權以其強大的氏族和親族體系——氏姓制度聞名。每一個氏族都會由最高神主進行神道祭祀，以獲得氏族統治的長期安寧（古神道）。氏族成員多為貴族，不同氏族或負責不同職務，或實際掌控日本各地，並下轄部民，以「姓」區分等級；而作為氏族共主，處於頂峰的人物即為大和王權的統治者——天皇 (當時稱大王)，則透過氏族間接統治。最晚到飛鳥時代初期開始，日本的大和王權從地方性的諸侯政體上升為帝王統治的政體。飛鳥時代作為大和時代的子時代，是日本歷史上第一個由日本天皇統治的時代，當時的國家中心為現在的奈良縣，稱為大和國。
以飛鳥地區為中心的大和王權，經過幾代氏族的發展（通過天皇授予封號或是家主繼承），逐漸推廣到日本本州和九州。而大和這個名字也引申為當時中央政體使用的以抑制在整個日本分散的其他地方氏族和諸侯國的政策。以中國的封建政治體制（包括採用漢字）為基礎，日本人建立了中央集權和以天皇及其氏族成員組成的皇家政府，但是他們並沒有固定的首都。到了7世紀中期，諸侯國逐漸擴大為隸屬於中央政體的藩國。五畿七道體系的最基本的行政單位為國和道。大多數的人口的職業為農民，其他的還包括漁夫，織工，陶工，技工，軍械士和宗教儀式專職人員（如神職）。 

## 聖德太子與蘇我氏

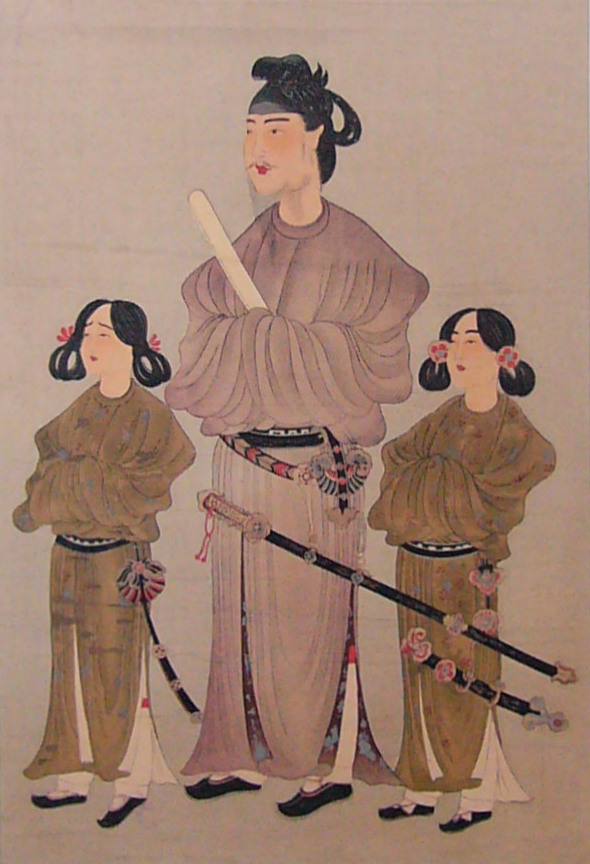
「唐本禦影」，聖德太子及其皇弟殖栗皇子（左）和長子山背大兄王（右）的肖像畫，雕版印刷畫，公元8世紀

蘇我氏通過與皇室聯姻，開始了外戚掌權的歷史，特別是蘇我馬子通過丁未之亂（587年）消滅長期的政敵物部守屋（物部氏）後，蘇我氏的權力達到極盛。馬子更在592年弒崇峻天皇並立其外甥女為帝（推古天皇）。她位列日本史上最偉大的八位天皇之首，但很有可能只是蘇我馬子和攝政聖德太子（574-622）的傀儡。
被史學家們認為是飛鳥朝大智者的聖德太子是一名虔誠的佛教徒，同時他亦熟讀《詩經》。聖德太子深受儒家思想影響，並特別注重天命論。他認為天皇統治天下是神的意志，於是在其倡導下，日本開始遵循儒家思想的等級和禮儀模式。其所制定的十七條憲法為無秩序的的日本官僚和貴族社會提供了道德規範；冠位十二阶則建構起新的官秩體系，官員晉陞從此不再只依靠血緣關係。
聖德太子大力推行中國正朔（夏曆），發展了行政區域劃分系統（即五畿七道體系），建立了大批佛教寺廟，編纂了不少史書（如命蘇我氏編纂國記）。此外還派遣留學生去中國學習儒學和佛教，其中著名者有遣隋使小野妹子。
在七世纪总共有六批官方使节团被派遣到中国，其中包括公使、僧侣和留学生。一些人甚至在中国生活超过二十年；归国者中有很多成为当时杰出的改革家。飞鸟时代派遣公使的最大目的是学习中国的政治体系，这與古墳時代倭五王为了巩固日本的国际地位而派遣公使大不相同。
據一個流傳甚廣的傳聞所言，當時隋朝對日本感到極其不滿之處在於聖德太子認為日本和隋朝（中國）應該處於對等關係。大業三年（607年），他向隋天子（隋煬帝）遞交國書曰：
「日出處天子，致書日沒處天子，無恙。」
部分史家認為，聖德太子這一大膽舉動為日本此後不再承認自己對中國的附屬地位 開了先例——除了足利義滿於15世紀以屬國名義對明朝進行朝貢貿易之外。正因如此，日本當時雖然仍然向中國進貢，卻沒有得到任何封號（有貢無封）。在中國方面看來，日本仍然保有上幾個世紀得到的封號。另一方面，日本和中國的政治聯繫漸漸消失，日本得以最終發展出獨特的文化和體系。 
但亦有學者認為這封語氣失禮的國書，並不太像是以知書達禮、敬慕中國而聞名之聖德太子所會有的風格。而且當時聖德太子忙於應付國內蘇我氏跋扈專擅的內政問題，應不太可能還去刻意觸怒最可當作自己強大外援的隋國才是。實際上，《隋書》記載大業三年（607年）遣使致書者是一位叫多利思北孤的倭國男君主，從未寫明這封國書乃是聖德太子或推古女皇所遞呈。一般人會認為是聖德太子，是根據日本的本國史書《古事記》與《日本書紀》的年代去逆推對應。若據《新唐書》所載，這封國書很明顯應是用明天皇（第31任天皇，聖德太子之父）所遞交，則致書隋帝而引起不悅的傳聞，應早於聖德太子之年代。亦有观点认为此封国书为与大和王权无关、当时仍为独立政权的九州王朝所递出。

## 大化改新和律令系統

### 大化改新
聖德太子，蘇我馬子和推古天皇去世後二十年內，天皇家族越來越不滿蘇我氏的統治，直到645年中大兄皇子和中臣鐮足發動乙巳之變，蘇我氏統治走向終結，國家政權又回到天皇手中。645-649年的日本年號為大化，意為「大的變革」，也代表了大化改新。乙巳之變是根據645年的中國干支紀日法命名。
雖然其並沒有製定一部官方的法典，大化改新執行了一系列關於社會的、財政的和行政的改革，構成了7世紀到10世紀日本使用的律令系統。「律」代表刑事的條例，而「令」則是行政的法令，兩者在一起，代表了日本從大化改新開始天皇基於法律保護世襲制度。
大化改新參照中國的範例，實行班田收授法，廢除豪族對土地和部民私有，改土地、部民為國有。將原來的「私地私民」改為「公地公民」。土地不能夠繼承，死後必須歸還國家。對受田農民徵收穀物，同時也對絲綢，棉花，布匹等輕工業產品徵收稅收。開始要求農民服勞役或兵役。廢除了氏族族長的世襲頭銜，為了防止一人專權，將「大臣」職位拆分為左大臣與右大臣，地方則由政府將國家行政區分為國，國再進一步分為郡和村。
中大兄皇子成為皇太子，中臣鐮足被賜姓藤原，藤原氏很快成為日本最有力的貴族。另外日本國從原來的倭改名為日本。662年中大兄皇子攝政，並於668年即位成為天智天皇。672年壬申之亂後，天武天皇奪權並繼續天智的改革，並使天皇的中央集權更加鞏固。

### 律令系統
「律令」系統分為不同的幾部法典。近江令，根據天智天皇宮廷所在縣的名字命名，完成於668年。進一步的法典編纂是在持統天皇於689年頒布飛鳥淨御原令之後，其根據天武天皇的寢宮命名，自天武天皇掌權後開始編纂。整個律令系統的完成和鞏固一直到701年大寶令頒佈為止，之後奈良時代在大寶令基礎上頒布養老律令，其一直被作為日本主要的律法使用至1868年。
雖然「律」是以中國的範本發展的，「令」卻是日本自己的創造。不過一些學者仍然認為整個律令系統都是以中國的某個政治體係為模型的。
大寶令通過神祇官（代表神道思想和政府律令）和太政官（包括八省：中務省、宮內省、大藏省、治部省、式部省、刑部省、民部省及兵部省）實現了以儒教思想為基礎的刑事條例和中國風格的中央集權。雖然日本所實施的科舉制度歷時不長（約200年），卻仿效中國設立大學寮以儒教思想培養未來的官員。律令系統大大的改變了貴族世襲的傳統，儘管如此，貴族的出身仍然是身居高位的重要條件，實際上，在頒布大寶令不久之後，頭銜又重新可以世襲了。律令系統並沒有廢除君主制。公元5世紀到8世紀日本出現了好幾屆女天皇，但是770年後，所有的天皇都是男性。
中臣鎌足的兒子藤原不比等，是完成大寶令的核心人物。根據日本史書續日本紀，十九名大寶令的編寫者中有兩位是中國的學者（修験紹庫和勤大壱薩弘恪）中國的學者也作為語言學上專家，獲得持統天皇的兩次冊封。

## 外交關係

### 中國
在日本進入飛鳥時代前，日本與中國的往來已中斷近100年。6世紀後期隋統一中國，受到隋帝國強盛影響，大和王权開始效法隋朝進行改革，600年大和王权开始向隋唐派遣遣隋使、遣唐使，通过留学生、留学僧学习中国制度、文化，并大和王权推动大化革新贡献极大。。600年大和王权首次派遣遣隋使，607、609年又派小野妹子出使，但因国书写有：“日出處天子致書日沒處天子無恙”，导致隋的不满，不过隋朝为了征伐高句丽，遣裴世清赴日，避免大和王权与高句丽结盟。
進入唐代後大和王权繼續向唐朝派遣遣唐使，632年唐太宗曾派高表仁回訪倭国，舒明天皇与他爭礼，之后唐朝与倭国疏远。由於唐朝介入朝鮮三國爭鬥，唐朝支持新羅，導致與百濟結盟的大和王权與唐朝走向對立，660年唐朝與新羅聯軍發動唐灭百济之战消滅百濟，為了協助百濟復國，大和王权於663年派軍前往朝鮮半島，但被唐朝與新羅聯軍擊敗，史稱白江口之战。戰後大和王权於665~669年派遣唐使，試探唐朝、祝賀唐朝滅高句麗，669年之後大和王权停派遣唐使戮力改革，直到701年《大寶律令》頒布，才再次派出遣唐使，向唐朝宣告大和王权已完成改革成為日本。

### 朝鮮半島
新羅在六世紀國力增強後，大和王權盟友伽耶被逐步併吞，直接危及大和王權的核心利益，但沒能阻止新羅併吞伽耶。另一方面六世紀中葉，新羅聯合百濟擊敗高句麗，又背叛百濟奪取漢江流域之行為，使高句麗和百濟結盟對抗新羅，同時高句麗因為與隋帝國交惡，因此改善與大和王權的關係，新羅因此在東北亞被孤立，與唐帝國結盟成為新羅的選擇。
由於唐朝介入朝鮮三國爭鬥，唐朝支持新羅，導致與百濟結盟的大和王权與唐朝走向對立，660年唐朝與新羅聯軍發動唐灭百济之战消滅百濟，為了協助百濟復國，大和王权於663年派軍前往朝鮮半島，但被唐朝與新羅聯軍擊敗，史稱白江口之战。668年高句麗被唐朝消滅後，唐與新羅對朝鮮半島領土展開爭奪，即唐羅戰爭，擔心唐朝威脅的大和王权於是與新羅交好，兩國互派遣新羅使和新羅遣日使，大和王权繼續透過新羅獲得唐朝情報，學習唐朝制度、文化，直到701年再次派出遣唐使為止。

### 日本列岛上的其他族群
在大和王权兴起的同时，日本列岛还大概存在数个乃至十数个权力中心。大和王权在发展过程中不断吞并周边的其他权力中心，被吞并的族群逐渐被同化为大和民族。到大和王权后期的飛鳥時代日本列岛被明确视为外族的族群有东北的虾夷和九州南部的熊袭。
蝦夷在日本歷史上是一變動概念，泛指大和王朝控制以外的地區中，位於東北方面的部族，因此隨著大和王朝控制範圍的擴大，蝦夷所指範圍也逐漸向東北地方、北海道後退。他們與大和人進行貿易，但隨著大和王权擴張，虾夷也經常為防禦而戰，襲擊大和人修建的城柵；大和方面也透過在秋田等城柵舉行祭祀、提供物資等方式笼络虾夷臣服。但由於蝦夷地區沒有中央政府，很难彻底降伏所有虾夷人。
熊襲則是古代日本南九州地區的原住民，多次出现在日本神话时代的记述中。目前較普遍的觀點認為，熊襲族即是日后的隼人。另外位于日本列岛南部的琉球群岛在日本史書中的首次記載出現於飛鳥時代，《日本書紀》在657年稱奄美群島為「海見嶋」。

## 佛教的發展
佛教引入日本大约在公元6世纪中。587年丁未之亂確立佛教在日本的地位。

## 年表及概要

### 推古朝
（首都：飛鳥）

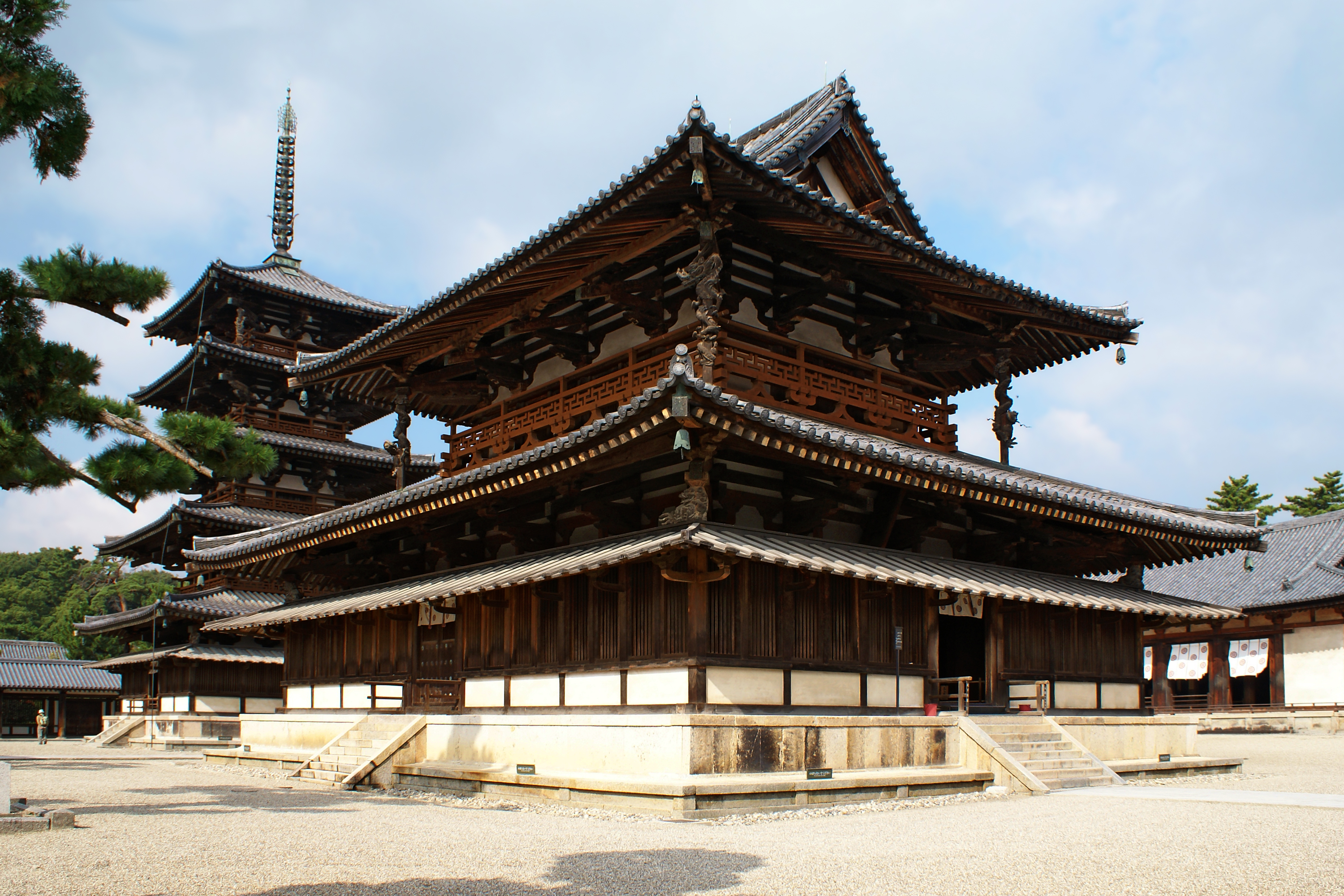
法隆寺金堂（西院伽藍）

- 538年（宣化3年）百濟的聖王派公使贈送釋迦牟尼像和佛教経論給日本大和朝廷，此為日本最早本國有具體記載之史實[16]。
- 587年（用明2年）天皇皈依佛教。物部守屋和蘇我馬子之間的衝突加劇。之後聖德太子支持蘇我氏政營，物部氏滅亡。在物部氏滅亡後的半個世紀內，蘇我氏的權力達到了頂峰，開始了外戚專政。
- 588年（崇峻元年）蘇我馬子下令開始修建飛鳥的法興寺（飛鳥寺）。
- 592年（崇峻5年）蘇我馬子派遣東漢直駒暗殺意圖反抗蘇我氏的崇峻天皇，推立日本第一位女天皇推古天皇。厩戸皇子（聖德太子）以皇太子的身份攝政，飛鳥時代開始。
- 604年（推古12年）冠位十二階出台；聖德太子製定十七條憲法；佛教在日本得到大勢發展；以天皇為統治中心的國家體制開始確立。
- 607年（推古15年）派遣遣隋使小野妹子出使中國，向隋天子遞交了「日出處天子致書日沒處天子，無恙。」的國書。同行的還有大量的留學生，以學習隋朝的文化和政治體制。
- 620年（推古28年）聖德太子和蘇我馬子一同完成《天皇記》、《國記》、《臣連伴造國造百八十部及公民等本記》等史書。
- 622年（推古30年）攝政皇太子厩戸皇子（聖德太子）去世。
- 626年（推古34年）蘇我馬子去世。
- 628年（推古36年）推古天皇去世，日本歷史上長達36年的第一位女天皇統治時代結束。

### 舒明・皇極朝
（首都：飛鳥）
- 628年（推古36年）由於推古天皇崩禦時並沒有選定繼承人，於是聖德太子之子山背大兄王與敏達天皇的長孫田村皇子都被視為皇室有力的繼承人。其中蘇我蝦夷的叔叔摩理勢有意擁立山背大兄王。於是蘇我蝦夷為鞏固自己的權勢殺害摩理勢，擁立田村皇子為舒明天皇。
- 630年（舒明2年）第一批遣唐使抵唐。
- 641年（舒明13年）舒明天皇去世。蘇我蝦夷與蘇我入鹿擁立寶皇女即位為皇極天皇；而這段期間蘇我蝦夷將一部份的國政委由蘇我入鹿代行，但是蘇我入鹿的放縱不知節制也引起皇室內部的諸多不滿。
- 643年（皇極2年）蘇我入鹿攻山背大兄皇子一族，皇子一行在法隆寺自殺，聖德太子一族滅亡。

### 孝德朝（難波朝）
（首都：難波）
- 645年（大化元年）中大兄皇子和中臣鎌足發動乙巳之變，於皇極天皇朝前暗殺了蘇我入鹿，蘇我蝦夷拒守於甘橿岡，最後自殺身亡，蘇我氏滅亡。皇極天皇退位，敏達天皇曾孫輕皇子成為孝德天皇，遷都難波（今大阪）長柄豊碕，以擺脫飛鳥的蘇我氏殘黨盤根錯節勢力。孝德天皇並制定日本最初的年號大化。
- 646年（大化2年）孝德天皇發布改新之詔，開始了稱為大化改新的對日本政治體制的改革。宣佈建立中央集權政治體制。推行班田制和租庸調制。實施新冠位制，將蘇我氏大臣一人專權改為新設立的左大臣，右大臣和太政大臣三人分權的中央官制，設八省百官等。
- 653年（白雉4年）與皇太子葛城皇子（即中大兄皇子）發生政見對立，皇太子移居飛鳥。
- 654年（白雉5年）孝德天皇去世。

### 齊明・天智朝
（首都：飛鳥 → 大津）
- 655年（齊明元年）孝德天皇死後，中大兄皇子掌握政治實權。皇極太上皇再度即位，改稱齊明天皇，遷都飛鳥。
- 660年（齊明5年）中大兄皇子在飛鳥建造漏刻台。
- 661年（齊明7年）齊明天皇御駕親征，抵達筑紫（九州）朝倉宮，不久病亡。中大兄皇子臨朝稱制，即為後來的天智天皇。
- 663年（天智2年）中大兄皇子依百濟之請，派軍支援朝鮮，但在白江口之戰中大敗於唐朝與新羅之聯軍。日本各島開始建築防衛設施。
- 664年（天智3年）開始太宰府的水城建築，同時在對馬國，壹岐國，筑紫國設立海防和烽火台。
- 667年（天智6年）遷都較內陸之近江大津宮，以避免唐、新羅聯軍入侵。
- 668年（天智7年）中大兄皇子即位為天智天皇。
- 670年（天智9年）天智天皇制成《庚午年籍》，是為日本最早的全國性戶籍。據《三國史記》及《唐書》，始號日本。法隆寺大火，被夷為平地。

### 天武・持統朝
（首都：飛鳥 → 藤原）
- 672年（天智10年）天智天皇去世，其弟大海人皇子和其長子大友皇子（由於其身份特殊，大友皇子的天皇之位一直沒有得到承認，直到1870年明治天皇才追諡其為弘文天皇）爭奪皇位，發生壬申之亂。最終大海人皇子獲勝，即位天武天皇，大友皇子在瀨田川之戰中失敗後自縊而死。天武天皇遷都飛鳥浄御原宮，日本的中央集權國家體制日益完善。
- 681年（天武10年）開始編纂律令飛鳥淨御原令。
- 686年（朱鳥元年）天武天皇去世。大津皇子被控謀反，敕令賜死。天武天皇的皇后鸕野贊良臨朝稱制，改元朱鳥。
- 689年（持統3年）全22卷飛鳥淨御原令完成頒布。
- 690年（持統4年）鸕野贊良因東宮草壁皇子亡故，即位持統天皇。製成庚寅年籍，從此開始日本戶籍的「六年一造」。
- 692年（持統6年）以公地公民制為基礎的班田制開始實施。
- 694年（持統8年）遷都日本最早模仿唐都長安的大型條坊制都城藤原京。
- 697年（文武元年）持統天皇退位，改稱太上天皇，草壁皇子之子珂瑠皇子繼任文武天皇。
- 700年（文武4年）文武天皇下令按照唐朝的律令制為基礎編寫律令。
- 701年（大寶元年）大寶令完成，包括律六卷，令十一卷，由藤原不比等纂，將日本至七世紀以來「近江令」、「天武令」等等制度與法規修正補訂成完備的法典。奠定日本做為一個中央集權國家的法治基礎，也是大化革新施行成功的重要註腳，直到757年養老律令頒行前，一直是國家基本法。改元大寶。
- 702年（大寶2年）文武天皇正式頒布大寶令。
- 706年（慶雲3年）文武天皇進行慶雲改革。
- 706年（慶雲4年）文武天皇去世，其母繼任元明天皇。
- 708年（和銅元年）元明天皇仿唐朝「開元通寶」，鑄造「和同開珎」銅錢，推行「蓄錢敘位法」；由於藤原京排水不善，疾病肆虐，再次模仿唐都長安，建平城京（今奈良市）。
- 710年（和銅3年）元明天皇遷都平城京（奈良），飛鳥時代告終，奈良時代開始。

## 關鍵人物
- 聖德太子
- 蘇我氏（蘇我馬子，蘇我蝦夷，蘇我入鹿）
- 物部氏（物部守屋）
- 中大兄皇子（天智天皇）
- 大海人皇子（天武天皇）
- 大伴氏
- 中臣氏（藤原氏、藤原鎌足）
- 阿倍比羅夫
- 大友皇子（弘文天皇）